# Георги Кордов
Георги Николов Кордов е български поп певец и композитор, един от пионерите на българската поп музика, който има големи заслуги за разпространението и популяризирането ѝ. Георги Кордов е и дългогодишен музикален педагог, преподавал на плеяда български поп певци.

## Биография

### Образование
Георги Кордов е роден на 25 юли 1934 г. в Хасково, като там през 1946 г. прави първи стъпки в певческите си изяви. Солист в ученическия хор, той участва в Републиканския фестивал в София през 1947 г., където получава първа награда. През 1947 г. записва в БНР първата си песен – „Ратайче“, с която печели награда за отлична интерпретация на Първия световен младежки фестивал на младежта и студентите в Прага. През 1948 г. постъпва в Средното музикално училище в Пловдив, завършвайки специалностите „пеене“ и „дирижиране“.
През 1953 г. започва да учи класическо пеене и дирижиране в Българска държавна консерватория в София. По разпределение е трябвало да отиде в Старозагорската опера като лиричен баритон, но не заминава. През 1954 година става най-младият член на първия в България мъжки вокален квартет, в чийто състав влиза и Аспарух Лешников. Изпълняват както популярни, така и класически произведения, сред които песни на Франц Шуберт, Роберт Шуман, Едвард Григ, Панчо Владигеров, Парашкев Хаджиев и други. През 1954 г. квартетът се представя на първото общобългарско състезание за майстори на естрадното изкуство, на което авторитетно жури, оглавявано от проф. Георги Златев-Черкин, излъчва Георги Кордов за лауреат. Завършва през 1956 г. при Елена Орукин, а също учи и при Драган Кърджиев.

### Професионално развитие
В Българското радио и Българската телевизия Георги Кордов осъществява първите си записи. От 1958 до 1963 г. пее в Ансамбъла за песни при Българското радио (сега БНР). В периода 1960 – 1964 г. пее във вокалния квинтет „Приятели на песента“, в който младият певец си партнира с Данаил Николов, Ангел Заберски, Моис Леонов и Атанас Парашиков. Осъществяват активна звукозаписна и концертна дейност. В периода 1963 – 1975 г. е солист на „Естрадата при Българска народна армия“. Пял е и в квартетите „Мелоди“ и „Студио 5“.
Георги Кордов представя своя музика на Световния фестивал на младежта и студентите в Хелзинки през 1962 г. с ЕОБРТ под диригентството на Димитър Ганев, фестивали в Сопот и Полша през 1965 г., „Златният елен“ в Брашов през 1968 г. Носител е на II награда от фестивала в Рен през 1965 г., на II награда за изпълнение на третия фестивал „Златният Орфей“ през 1967 г., на IV награда от конкурса за „Музикалната купа на Европа“ през 1970 г. в Берн, съвместно с Йорданка Христова и Богдана Карадочева. Гастролирал е многократно в СССР, Чехословакия, Румъния, Югославия, Куба, Финландия, Франция, Швейцария и Полша.
Георги Кордов в бил солист на квинтетите „Мелоди“ и „Студио 5“. От 1969 до 1995 г. е преподавател по пеене в Естрадния отдел на Българската държавна консерватория. През последните години от живота си преподава и в Нов български университет. „Опитвам се да внуша на моите възпитаници, че те трябва да бъдат истински личности, като се опитат да внесат нещо свое в българската естрада, а не да подражават на чужди образци“, споделя приживе певецът.
Удостоен е с орден „Кирил и Методий“ – I степен през 1975 г., както и орден „Народна република България“ – III степен през 1985 г.
През 2001 г. пее на юбилеен концерт в зала „България“ по случай 90 години от рождението на Йосиф Цанков.
Умира на 16 януари 2006 г. в София.

## Творчество
Георги Кордов е емблематичен певец за българската попмузика през 1960-те години. Най-характерни за неговия изпълнителски стил са лиричните балади, изпълнени с изразителност на вокалната интерпретация и с богата оркестрация за съпровождащия оркестър. През годините му като певец до времето, в което учителства, работи с композитори като Зорница Попова и много други. Дълги години е бил вокален педагог и е преподавал на много наши поп-певци.
Първи опити за композиране на песни прави в музикалното училище в Пловдив, но първата му публикувана песен е „Неделя след обед“ по текст на Богомил Гудев и аранжирана от Развигор Попов, с която печели II награда на третия фестивал „Златният Орфей“ през 1967 г. Следват песните „Всяка обич е песен“, „Миг за другите“ от 1968 г., „Небето над мен“ от 1971 г., „В началото на любовта“ от 1973 г., „Години, години“ от 1973 г. и др. Георги Кордов изпълнява музика на Йосиф Цанков, Емил Георгиев, Георги Робев, Жул Леви, Андрей Бендерлийски, Светозар Русинов, Енгелберт Хъмпърдинк, Жак Брел, Хоуги Кармайкъл, Хосе Фелисиано, Стиви Уондър, Бенцион Елиезер, Димитър Вълчев, Тончо Русев, Ангел Заберски и др. Най-известните песни от репертоара му са: „Влюбената хармоника“, „В началото на любовта“, „Приказка“, „Альоша“, „Вечерна песен“, „Ти идваш, любов“, „Момичето, което обичах“, „Аз искам да те помня все така“, „Созополска приспивна“, „Небето над мен", както и дуетната му песен с Маргрет Николова „Малка къща сред полето".

## Дискография
| Година | Албум                                                            | Вид | Издател   | Каталожен номер     |
| ------ | ---------------------------------------------------------------- | --- | --------- | ------------------- |
| 1960   | „Влюбената хармоника“                                            | SP  | Балкантон | 10002               |
| 1965   | „Изпълнения на Георги Кордов“                                    | ЕP  | Балкантон | ВТМ 5567            |
| 1965   | „Писмо до Пинокио“                                               | SP  | Балкантон | ВТВ 10092           |
| 1965   | „Моя любов, прости“                                              | SP  | Балкантон | ВТВ 10098           |
| 1968   | „Пее Георги Кордов“                                              | ЕP  | Балкантон | ВТМ 5945            |
| 1970   | „Мелодии друзей-70. Маргрет Николова и Георги Кордов (Болгария)“ | SP  | Мелодия   | Д—00029013 – 4      |
| 1974   | „Георги Кордов“                                                  | SP  | Балкантон | ВТК 3121            |
| 1978   | „Приказка“                                                       | LP  | Балкантон | ВТА 2099            |
| 2010   | „Всяка обич е песен“                                             | CD  | БНР       | МК 55055/15.07.2010 |

### Други песни
- 1947 – „Ратайче“ – първи запис на Георги Кордов
- 1958 – „Аз искам да те помня все така...“ – м. Йосиф Цанков, т. Димчо Дебелянов, ар. Коста Колев
- 1960 – „Вечерна песен“ – м. Емил Георгиев, т. Найден Вълчев, съпр. орк., дир. Емил Георгиев – от дългосвирещата плоча „Естрадна, забавна и танцова музика от български композитори“ (Балкантон – 0378)
- 1960 – „Приказка“ – м. Йосиф Цанков, т. Веселин Ханчев, съпр. ЕОБРТ, дир. Емил Георгиев – от дългосвирещата плоча „Естрадна, забавна и танцова музика от български композитори“ (Балкантон – 0378)
- 1960 – „Влюбената хармоника“ – м. Йосиф Цанков, т. Димитър Точев, ар. Емил Колев, съпр. ЕО, дир. Емил Колев – от плоча със забавна музика (Балкантон – 0315)
- 1961 – „Малка песен“ – м. Георги Робев, т. Милчо Спасов, съпр. ЕОБРТ, дир. Емил Георгиев – от плочата „Забавна и танцова музика изп. ЕОБРТ“ (Балкантон – 256)
- 1961 – „Ще тъгувам, ако бъда сам“ – м. Петър Ступел, т. Росен Василев, съпр. ЕОБРТ, дир. Емил Георгиев – от плоча със забавна музика (Балкантон – 266)
- 1961 – „Първа среща“, дует с Райна Денева – м. Ангел Заберски, т. Росен Василев, съпр. ЕОБРТ, дир. Димитър Ганев (Балкантон – 266)
- 1962 – „Признание“ – м. Бенцион Елиезер, т. Ст. Илиева, съпр. орк., дир. Б. Елиезер – от дългосвиреща плоча с танцова музика (Балкантон – 207)
- 1962 – „Тихи нощи“ – м. Йосиф Цанков
- 1963 – „По лунната пътека“, дует с Маргрет Николова – м. Георги Костов, съпр. вокален квартет „Приятели на песента“ и ЕОБРТ, дир. Емил Георгиев – от малката плоча „Забавна и танцова музика“ (Балкантон – 5727)
- 1963 – „Белият люляк“ – м. Тончо Русев и Морис Аладжем, т. Димитър Точев, съпр. инстр. секстет, дир. Морис Аладжем – от малка плоча със забавна музика (Балкантон – 5555)
- 1963 – „Ще те любя“ – м. Жул Леви, съпр. ЕОБРТ и вок. група, дир. Димитър Ганев – от малка плоча със забавна музика (Балкантон – 5557)
- 1963 – „Аз обичам живота“ – м. Маскерони, съпр. ЕОБРТ, дир. Морис Аладжем – от плоча със забавна музика (Балкантон – 320, както и 2651)
- 1963 – „Не ми казвай сбогом“ – м. Морис Аладжем, т. Георги Бакалов, съпр. ЕОБРТ, дир. Милчо Левиев – от дългосвирещата плоча „Конкурс за най-хубава естрадна песен – 1963 г.“ (Балкантон – 0368)
- 1963 – „Янита“ – м. Георги Робев, т. Милчо Спасов, съпр. малък оркестър, дир. Георги Робев – от дългосвирещата плоча „Конкурс за най-хубава естрадна песен – 1963 г.“ (Балкантон – 0368)
- 1964 – „Добър ден, радост“ – м. Бенцион Елиезер, т. Станка Пенчева, съпр. ЕОБРТ, дир. Милчо Левиев – от малка плоча със забавна музика (Балкантон – 5601)
- 1964 – „Синя вечер“ – м. Емил Георгиев, т. Найден Вълчев
- 1964 – „Не си отивай“ – м. Ат. Трендафилов, т. Димитър Стойчев, съпр. вокална група и ЕОБРТ, дир. Вили Казасян – от малката плоча „Българска забавна и танцова музика“ (Балкантон – ВТМ 5906)
- 1965 – „Писмо до Пинокио“ – м. Панциери, т. Емилия Захариева, съпр. ЕОБРТ, дир. Вили Казасян – от плочата „Най-хубавото през 1965 г. на грам. плочи Балкантон“ (Балкантон – ВТА 495)
- 1965 – „Звезди“ – м. и ар. Тончо Русев, т. Дамян Дамянов, съпр. орк. „Балкантон“, дир. Димитър Ганев – от малката плоча със забавна музика (Балкантон – 5740, както и ВТМ 5740)
- 1965 – „Песен на Роман“ – м. Жул Леви, т. Николай Парушев, съпр. БХК „Светослав Обретенов“ и СОБРТ, дир. Жул Леви – от мюзикъла „Момичето, което обичах“ (Балкантон – 0409)
- 1965 – „Песен на Боян“ – м. Жул Леви, т. Николай Парушев, съпр. БХК „Светослав Обретенов“ и СОБРТ, дир. Жул Леви – от мюзикъла „Момичето, което обичах“ (Балкантон – 0409)
- 1965 – „Къде си, девойко войник“, на руски език – съпр. АП на БР, дир. Михаил Милков
- 1966 – „Зимна песен“ – м. Емил Георгиев, т. Найден Вълчев, съпр. Софийски естраден оркестър, дир. Емил Георгиев – от плочата „Софийски естраден оркестър“ (Балкантон – ВТА 535)
- 1966 – „Любов, прости ми“ – м. М. Павличини, т. Слава Семирова, съпр. Софийски естраден оркестър, дир. Емил Георгиев – от плочата „Софийски естраден оркестър“ (Балкантон – ВТА 535)
- 1966 – „Ти идваш, любов“ – м. Ангел Заберски, т. Николай Христозов – от Международния фестивал за естрадни песни в Москва (Мелодия – Д–19465-6)
- 1967 – „Елегия“ – м. Александър Райчев, т. Димчо Дебелянов, съпр. орк., дир. Георги Робев
- 1967 – „Обич моя“ – м. Жул Леви, т. Добри Жотев, ар. Дечо Таралежков, съпр. ЕОБРТ, дир. Вили Казасян – от фестивала „Златният Орфей“ (Балкантон – ВТА 594)
- 1967 – „Актрисата“ – м. Жул Леви, т. Димитър Точев, ар. Дечо Таралежков, съпр. ЕОБРТ, дир. Вили Казасян
- 1968 – „Има такъв град“ – м. Георги Костов, т. Георги Бакалов, ар. Константин Драгнев, съпр. орк. „Балкантон“, дир. Димитър Ганев – от малката плоча „Забавна и танцова музика“ (Балкантон – ВТМ 6148)
- 1968 – „Миг за другите“ – м. Георги Кордов, т. Богомил Гудев, ар. Кирил Дончев, съпр. ЕОБРТ, дир. Вили Казасян
- 1967 – „Есен“ – м. Андрей Бендерлийски, т. Димитър Василев, ар. Развигор Попов
- 1967 – „Созополска приспивна“ – м. Светозар Русинов, т. Богомил Гудев, съпровожда „До-ре-ми-фа“ и ЕОБРТ, дир. Вили Казасян – от фестивала „Златният Орфей“ (Балкантон – ВТА 595, ВХА 1005, ВТА 1112, ВТК 2934)
- 1968 – „Всяка обич е песен“ – м. Георги Кордов, т. Богомил Гудев, ар. Кирил Дончев, съпр. ЕОБРТ, дир. Вили Казасян – от фестивала „Златният Орфей“ (Балкантон – ВТМ 6015, както и ВТА 10751)
- 1968 – „Мария“ – м. Уейс–Сайд–Бърнстейн, ар. Развигор Попов
- 1968 – „Мечта“ – м. Жилбер Беко, съпр. орк. „София“, дир. Емил Георгиев
- 1968 – „Моят багаж“ – м. Л. Борисов, съпр. орк. „Балкантон“, дир. Димитър Ганев – от малка плоча със забавна музика (Балкантон – ВТМ 5934)
- 1968 – „Остани“ – м. Йосиф Цанков, т. Димитър Василев, съпр. ЕОБРТ, дир. Дечо Таралежков – от 9-ия Световен младежки фестивал в София (Балкантон – ВТМ 5988)
- 1968 – „Слънце на снега“ – м. Кирил Дончев, съпр. ЕОБНА, дир. Кирил Дончев
- 1970 – „Малка къща сред полето“, дует с Маргрет Николова – м. Светозар Русинов, т. Милчо Спасов, съпр. ЕОБРТ, дир. Вили Казасян – Мелодия на годината за септември (Балкантон – ВТА 1183, както и ВТА 1278)
- 1970 – „Под люляка“ – м. Илия Драганов, т. Веселин Ханчев, съпр. СЕО, дир. Емил Георгиев – от малката плоча „Забавна и танцова музика“ (Балкантон – ВТМ 6146)
- 1971 – „Небето над мен“ – м. Георги Кордов, т. Димитър Ценов, съпр. ЕОКРТ, дир. Вили Казасян – Мелодия на годината за ноември (Балкантон – ВТА 1458)
- 1974 – „Пролетна вечер“ – м. Илия Драганов, т. Матей Шопкин, ар. Кирил Дончев, съпр. ЕОКТР, дир. Вили Казасян – от дългосвирещата плоча „Хоризонт 3“ (Балкантон – ВТА 1673)
- 1974 – „Песен за песента“ – м. Д. Добрев, т. Д. Точев, ар. Св. Русинов, съпр. вок. група и ЕОКТР, дир. Вили Казасян – от дългосвирещата плоча „Песни за родината и дружбата“ (Балкантон – ВТА 1676)
- 1974 – „Признание“ – м. и ар. Светозар Русинов, т. Димитър Точев, съпр. вок. група и ЕОКТР, дир. Вили Казасян – от дългосвирещата плоча „Песни за родината и дружбата“ (Балкантон – ВТА 1677)
- 1975 – „Борец без име“ – м. Георги Тимев, т. Д. Райнова, ар. М. Милков, съпр. АПКТР, дир. М. Милков – от дългосвирещата плоча „Победен салют. 30 години от победата над Германия“ (Балкантон – ВХА 1903)
- 1975 – „Денят“ – м. Петър Ступел, т. Д. Райнова, съпр. БХК и ОСОКТР, дир. Л. Митрополитски – от дългосвирещата плоча „Победен салют. 30 години от победата над Германия“ (Балкантон – ВХА 1903)
- 1975 – „Мавзолей“ – м. Димитър Добрев, т. Петър Парижков, ар. Светозар Русинов, съпр. ЕОКТР, дир. Вили Казасян – от дългосвирещата плоча „Пеем за нашето време“ (Балкантон – ВТА 1733)
- 1977 – „Есен“ – м. Георги Минчев, т. Кръстьо Станишев, ар. Стефан Рибаров, съпр. орк., дир. Стефан Рибаров – от дългосвирещата плоча „Най-добрите игри“ (Балкантон – ВЕА 2045)
- 1977 – „Като бяло кокиче“ – м. Александър Текелиев, т. Илия Буржев, ар. Георги Робев, съпр. орк., дир. Симеон Щерев – от дългосвирещата плоча „Най-добрите игри“ (Балкантон – ВЕА 2045)
- 1977 – „Звезда над Москва и над София грее“ – м. Димитър Добрев, т. Петър Парижков, ар. Светозар Русинов, съпр. ЕОКТР, дир. Вили Казасян – от дългосвирещата плоча „Дружба от векове за векове“ (Балкантон – ВХА 2136)
- 1978 – „Две хубави очи“ – м. Георги Робев, т. Пейо Яворов
- 1978 – „Майка и деца“, дует с Маргрет Николова – м. Христо Ковачев, т. Невена Попова, ар. Димитър Бояджиев, съпр. ЕОБР, дир. Вили Казасян – от фестивала „Златният Орфей“ (Балкантон – ВТА 10186)
- 1981 – „Леле, Пирин планино“, дует с Маргрет Николова – м. и ар. Янко Миладинов, т. Богомил Гудев – от дългосвирещата плоча „Песни за южния град“ (Балкантон – ВТА 10705)
- 1983 – „Магически думи“, дует с Любомир Денев – м. и ар. Любомир Денев, т. Живко Колев – от мюзикъла и дългосвирещата плоча „Утре в десет“ (Балкантон – ВТА 11250)
- 1984 – „Разтегни, Андрей, акордеона“ – м. Тодор Попов, т. Методи Христов, съпровожда Ансамбъл за песни при Радио София, диригент: Михаил Милков – от дългосвирещата плоча „Бригадирско лято“ (Балкантон – ВХА 11408)
- 1987 – „Песен за Альоша“, дует с Маргрет Николова – м. Евгени Колмановски, т. Константин Ваншенкин, ар. Томи Димчев – от дългосвирещата плоча „Песни за Тутракан и дружбата“ (Балкантон – ВТА 12191)

## Награди и отличия
- 1965 – Втора награда на конкурса в град Рен, Франция.
- 1967 – Две втори награди на фестивала „Златният Орфей“ за песните „Созополска приспивна“ и „Неделя след обед“. [11]
- 1970 – Четвърта награда на конкурса „Европа-70“ в Берн, Швейцария, съвместно с Йорданка Христова и Богдана Карадочева.